# Содалит
Содали́т — (англ. Sodalite ) минерал 3Na2O•3Al2O3•6SiO2•2NaCl, фельдшпато́ид. Имеет собственную кристаллическую форму, хотя часто ассоциируется с породой синего цвета с белыми прожилками (как на иллюстрации).

## Встречается
Встречается в щелочных изверженных породах и пегматитах. Лучший по своим декоративным качествам содалит добывается из пегматитов Бразилии. В России этот минерал встречается в щелочных породах Вишнёвых и Ильменских гор на Урале (синий содалит). Очень интересный по своим свойствам содалит-гакманит встречается на Кольском полуострове в Хибинских горах. На территории Украины синий содалит обнаружен в щелочных породах Октябрьского массива (Восточное Приазовье). 

## Свойства
Содалит обладает сорбционными свойствами и способностью к ионообменным реакциям, подобно цеолитам. Синие, серые, зеленоватые и др. зернистые массы. Твердость 5,5-6,0; плотность 2,3 г/см³. Фотохромные свойства синтетических разновидностей содалита используются в радиоэлектронике и телевидении.

## Применение

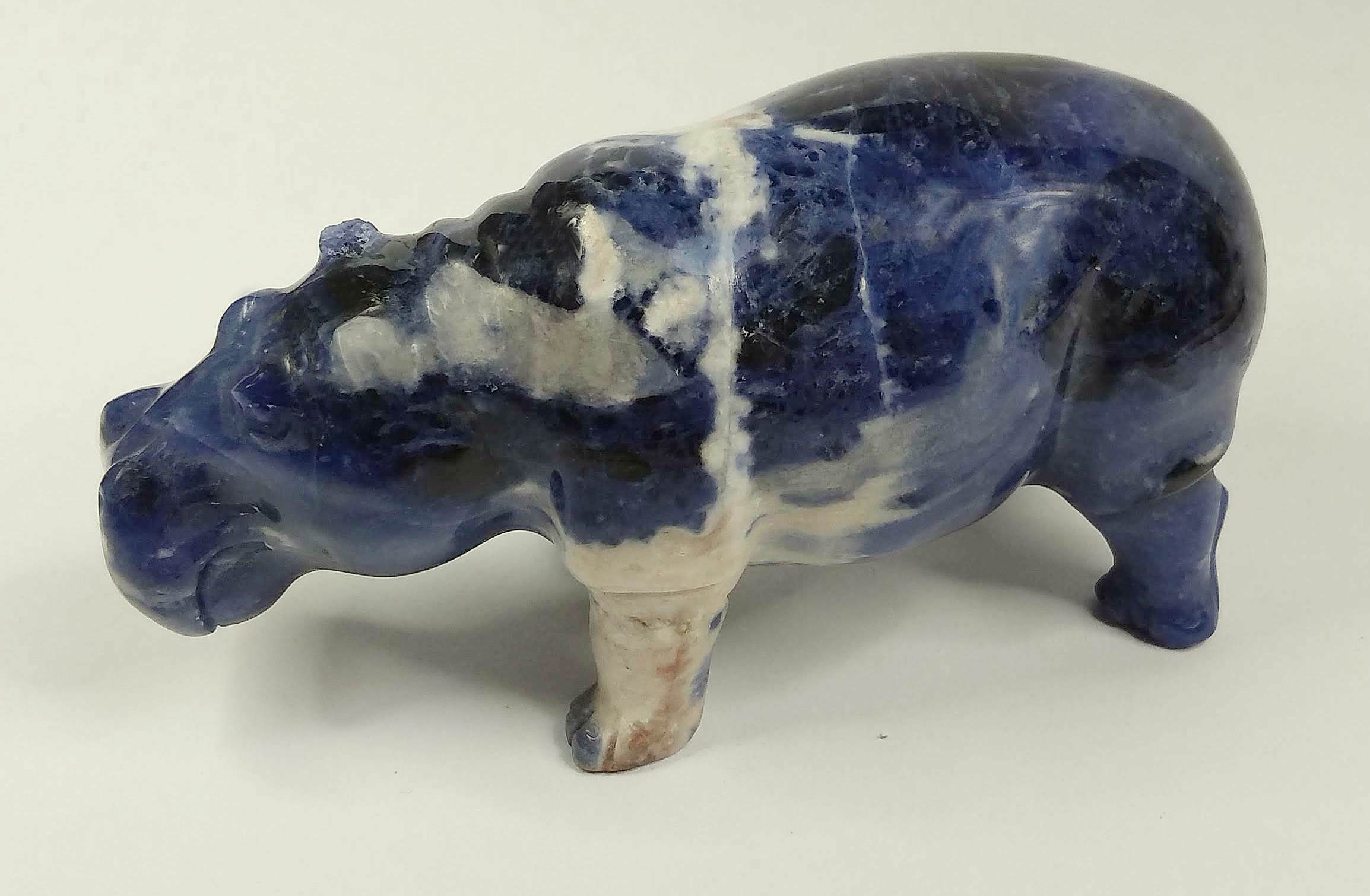
Бегемот из содалита, длина 9 см

Содалит — эффектный минерал синего цвета, который в своих лучших образцах имеет ценные декоративные качества. По классификации А. Е. Ферсмана и М. Бауэра этот минерал отнесён к полудрагоценным поделочным камням первого порядка. К тому же (первому) порядку поделочных камней относятся такие материалы как: нефрит, лазурит, глауконит, везувиан, амазонит, лабрадор, орлец, малахит, авантюрин, кварцит, дымчатый кварц, горный хрусталь, агат (с его разновидностями), яшма, еврейский камень и розовый кварц.
Кроме того, содалит (благодаря, в первую очередь, его сорбционным свойствам и способностью к ионообменным реакциям) используют в качестве катализатора при различных химических реакциях.